# Karl Dingler

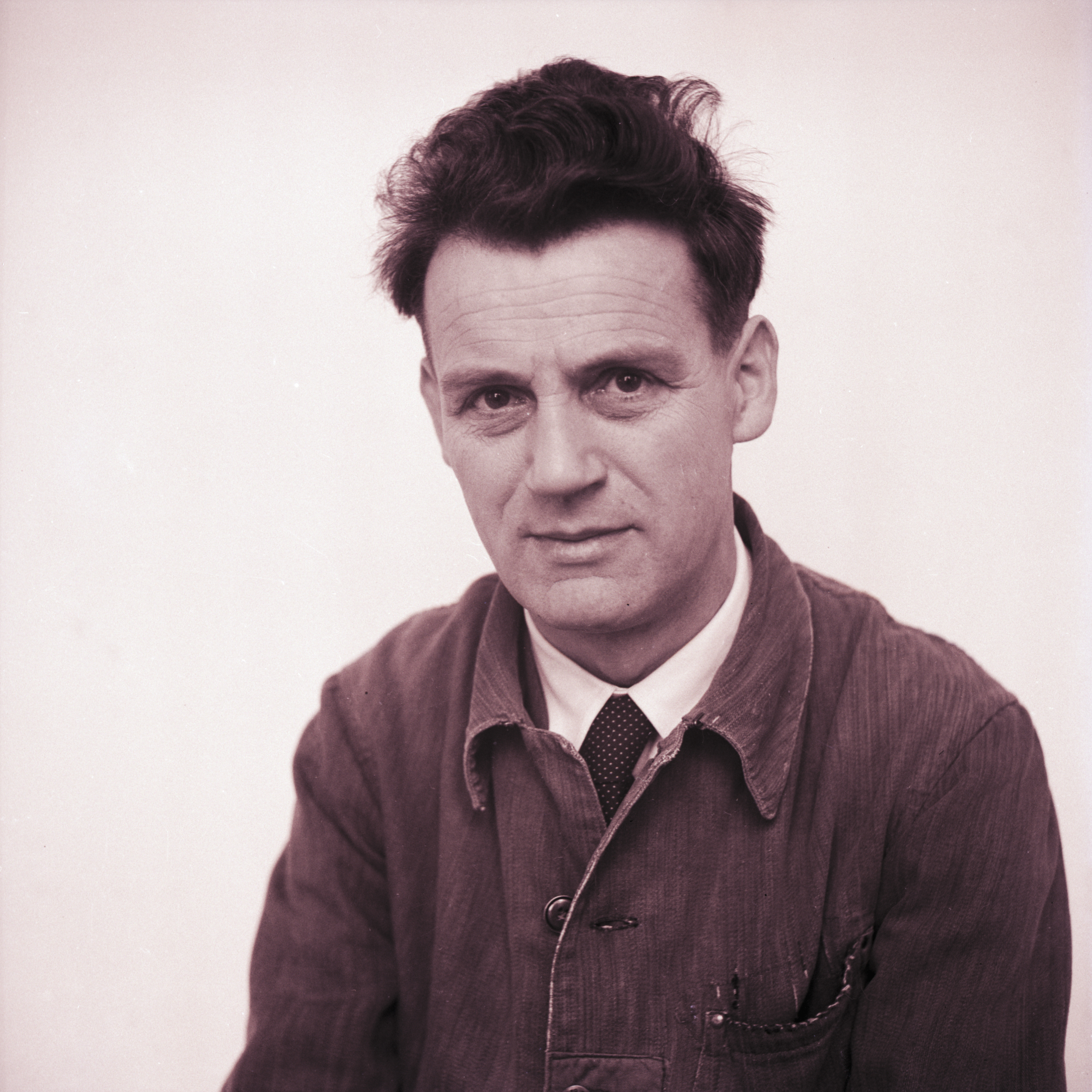
Karl Dingler in den 1940er Jahren

Karl Dingler (* 3. November 1900 in Göppingen; † 24. Mai 1950 ebenda) war ein deutscher Anarchosyndikalist. Er führte die Bewegung in Göppingen an und bildete 1933 eine württembergische Widerstandsgruppe gegen den Nationalsozialismus.

## Leben und Wirken
Der Maschinenschlosser Karl Dingler begann sich Mitte der 1920er-Jahre in der Freien Arbeiter-Union Deutschlands (FAUD) zu engagieren. Für einen Arbeiter war er überdurchschnittlich gebildet. Er rief Anfang der 1930er-Jahre den Göppinger Ortsverein der im Mai 1929 in Berlin gegründeten „Gilde freiheitlicher Bücherfreunde“ (GfB), einer Unterorganisation der FAUD, ins Leben und entwickelte ihn zu einem der größten im Reichsgebiet. Er hatte mehr Mitglieder als die sozialdemokratische Büchergilde am Ort. Die nicht oberlehrerhafte, sondern feinfühlige Anwerbung galt anderen Ortsgruppen als Vorbild.
Dingler hielt Vorträge und schrieb für das FAUD-Organ Der Syndikalist und das GfB-Organ Besinnung und Aufbruch. Bei den Reichskongressen der FAUD der Jahre 1930 und 1932 vertrat Dingler gleich mehrere Ortsvereine Württembergs. Die versierte und zuverlässige Aktivität ließ Dingler bald die Aufmerksamkeit von Rudolf Rocker und Erich Mühsam zukommen, woraus sich Freundschaften entwickelten. Auch mit den nach Göppingen eingeladenen Gastreferenten, wie dem Schriftsteller Theodor Plievier und der Anarchistin und Friedensaktivistin Emma Goldman, war er bekannt.
Als die Nationalsozialisten 1933 die Macht übernahmen, organisierte Dingler zusammen mit seinem Nachbarn Otto Müller die anarchosyndikalistische Widerstandsgruppe in Württemberg. Dafür handelte er sich im Februar 1935 Untersuchungshaft mit anschließender Schutzhaft bis April 1936 ein. Er kehrte an seinen alten Arbeitsplatz in der Industriemaschinenfabrik Louis Schuler AG in Göppingen zurück, wo ihm 1937 der Posten als Werkmeister angetragen wurde. Mit Kriegsausbruch wurde er eingezogen, aufgrund seiner in der Haft angeschlagenen Gesundheit jedoch schnell entlassen.
Nach dem Zweiten Weltkrieg stellte die amerikanische Militärregierung für Göppingen ein Gremium zusammen, das Konzepte zur „Wiedererweckung des Lebens“ entwickeln sollte. Ihm gehörte auch Dingler an. Seine Arbeit fand breite Anerkennung, sodass er im April 1946 auf der SPD-Liste für den Stadtrat kandidierte und mit eindrucksvoller Mehrheit gewählt wurde. Hier widmete er sich neben einer Vielzahl anderer Betätigungsfelder insbesondere dem Schulwesen. Die amerikanischen Militärs unterstützte er als Vorsitzender des „Prüfungsausschusses II zur Entnazifizierung der Wirtschaft, Göppingen“. Im Stadtbezirk Holzheim setzte Dingler einen Erich-Mühsam-Platz durch, der für lange Zeit der einzige in der Bundesrepublik blieb.
Inzwischen war er aktives Mitglied der Nachfolgeorganisation der FAUD geworden, die unter der Bezeichnung Föderation freiheitlicher Sozialisten (FFS) auftrat. Die FFS lehnte den Parlamentarismus als undemokratisch ab, ließ ihren Mitgliedern aber die Möglichkeit der Teilnahme an Wahlen auf kommunaler Ebene offen, um der Diskussion um einen „Gemeinde-Sozialismus“ Rechnung zu tragen.
1947 nahm er seine Arbeit als Werkmeister bei seinem alten Arbeitgeber wieder auf. Daneben fungierte er dort als Betriebsrat. Außerhalb des Betriebes organisierte er Vorträge, zum Beispiel mit Theodor Plievier. Zu Rudolf Rocker hielt er regelmäßigen Briefkontakt.
Karl Dingler war laut Helge Döhring „der Motor der anarchosyndikalistischen Bewegung Göppingens und darüber hinaus einer ihrer tragenden Säulen für ganz Württemberg“. Dingler bezeichnete sich selbst als einen süddeutschen Demokraten in der Tradition von Ludwig Uhland und Friedrich Theodor Vischer. Er starb am 24. Mai 1950 in Göppingen.

## Nachlass
Der Nachlass wurde 2025 an das Stadtarchiv Göppingen übergeben. Er enthält Fotos, Korrespondenzen, Reden und Unterlagen über mit seiner Unterstützung durchgeführte Entnazifizierungen. Im Internationalen Institut für Sozialgeschichte (IISG) in Amsterdam findet sich in den Nachlässen der Anarchosyndikalisten (z. B. Rudolf Rockers) weitere Korrespondenz Dinglers, von der er allgemein Durchschläge anfertigte, die jedoch zum Teil im Göppinger Korpus fehlen. Diese und andere Nachlasslücken könnten auf seine Verhaftung und Wohnungsdurchsuchung zurückgehen. Dinglers Bibliothek anarchosyndikalistischer Literatur, viele mit Autorenwidmungen (z. B. von Erich Mühsam), ist dem Archiv der Akademie der Künste, Berlin, anvertraut worden.